# Cérès (Q190)
Pour les articles homonymes, voir Cérès.
La Cérès (Q190) était un sous-marin français de la Marine nationale, de la Classe Minerve. Il a servi pendant la première moitié de la Seconde Guerre mondiale.